# Kanton Montlhéry
Kanton Montlhéry is een voormalig kanton van het Franse departement Essonne. Kanton Montlhéry maakte deel uit van het arrondissement Palaiseau en telde 37 589 inwoners in 2006. Het werd opgeheven bij decreet van 24 februari 2014, met uitwerking op 22 maart 2015.

## Gemeenten
Het kanton Montlhéry omvatte de volgende gemeenten:
- La Ville-du-Bois
- Linas
- Longpont-sur-Orge
- Marcoussis
- Montlhéry (hoofdplaats)
- Nozay
- Saint-Jean-de-Beauregard